# Baltimore Clippers
I Baltimore Clippers  sono stati una squadra di hockey su ghiaccio dell'American Hockey League con sede nella città di Baltimora, nello stato del Maryland. Nati nel 1962 si sono sciolti una prima volta nel 1977 in seguito allo scioglimento della Southern Hockey League. Rinacquero nel 1979 iscritti alla EHL per poi cessare le attività definitivamente nel 1981.

## Storia
I Baltimore Clippers nacquero nel 1962 come nuova franchigia della American Hockey League. Nelle 14 stagioni di permanenza nella lega conquistarono per tre volte il titolo divisionale (1971, 1972 e 1974), conquistando sempre nel 1971 il primo posto assoluto al termine della stagione regolare.
A metà della stagione 1974-75 i Michigan Stags della World Hockey Association si trasferirono proprio a Baltimora cambiando il proprio nome di Baltimore Blades e costringendo i Clippers a concludere anticipatamente la loro stagione in AHL.
Dopo una stagione trascorsa nuovamente in AHL la franchigia si iscrisse alla Southern Hockey League per il campionato 1976-77, tuttavia la lega fallì a stagione in corso. Due anni più tardi i Clippers rinacquero e disputarono due stagioni in un'altra lega minore nordamericana, la Eastern Hockey League.
Subito dopo la chiusura dei Clippers nel 1981 furono fondati i Baltimore Skipjacks, squadra che giocò in AHL dal 1982 al 1993. La terza squadra di Baltimora a giocare in AHL fu quella dei Baltimore Bandits dal 1995 al 1997.

### Affiliazioni
Nel corso della loro storia i Baltimore Clippers sono stati affiliati alle seguenti franchigie della National Hockey League e della World Hockey Association:

- New York Rangers: (1962-1967)
- Pittsburgh Penguins: (1967-1970)
- Detroit Red Wings: (1968-1969)
- Philadelphia Flyers: (1968-1969)
- Detroit Red Wings: (1970-1971)
- California Golden Seals: (1971-1972)

- Detroit Red Wings: (1973-1974)
- Kansas City Scouts: (1974-1975)
- NE Whalers: (WHA 1975-1976)
- Washington Capitals: (1975-1976)
- Edmonton Oilers: (WHA 1976-1977)
- Minnesota North Stars: (1979-1981)

## Record stagione per stagione
| Stagione                 | Division | Gare | V  | S  | P  | Punti | GF  | GS  | Piazzamento | Play-off                                                                                            |
| ------------------------ | -------- | ---- | -- | -- | -- | ----- | --- | --- | ----------- | --------------------------------------------------------------------------------------------------- |
| Baltimore Clippers (AHL) |          |      |    |    |    |       |     |     |             | |
| 1962-63                  | East     | 72   | 35 | 30 | 7  | 77    | 226 | 244 | 3°          | perde 1º turno (Hershey) 1-2                                                                        |
| 1963-64                  | East     | 72   | 32 | 37 | 3  | 67    | 200 | 220 | 4°          | |
| 1964-65                  | East     | 72   | 35 | 32 | 5  | 75    | 275 | 249 | 3°          | perde 1º turno (Hershey) 2-3                                                                        |
| 1965-66                  | East     | 72   | 27 | 43 | 2  | 56    | 212 | 254 | 4°          | |
| 1966-67                  | East     | 74   | 35 | 27 | 10 | 80    | 252 | 247 | 2°          | vince 1º turno (Quebec) 3-2 perde semifinali (Rochester) 1-3                                        |
| 1967-68                  | East     | 72   | 28 | 34 | 10 | 66    | 236 | 255 | 4°          | |
| 1968-69                  | East     | 74   | 33 | 34 | 7  | 73    | 266 | 257 | 2°          | perde 1º turno (Providence) 1-3                                                                     |
| 1969-70                  | West     | 72   | 25 | 30 | 17 | 67    | 230 | 252 | 3°          | perde 1º turno (Montreal) 1-4                                                                       |
| 1970-71                  | West     | 74   | 40 | 23 | 9  | 89    | 263 | 224 | 1°          | perde 1º turno (Providence) 2-4                                                                     |
| 1971-72                  | West     | 76   | 34 | 31 | 11 | 79    | 240 | 249 | 1°          | vince 1º turno (Cleveland) 4-2 vince semifinali (Cincinnati) 4-2 perde Calder Cup (Nova Scotia) 2-4 |
| 1972-73                  | West     | 76   | 17 | 48 | 11 | 45    | 210 | 315 | 6°          | |
| 1973-74                  | South    | 76   | 42 | 24 | 10 | 94    | 310 | 232 | 1°          | vince 1º turno (Richmond) 4-1 perde semifinali (Hershey) 0-4                                        |
| 1974-75                  | South    | 46   | 14 | 22 | 10 | 38    | 136 | 180 | 5°          | stagione interrotta                                                                                 |
| 1975-76                  | South    | 76   | 21 | 48 | 7  | 49    | 238 | 316 | 4°          | |
| Baltimore Clippers (SHL) |          |      |    |    |    |       |     |     |             | |
| 1976-77                  | SHL      | 47   | 21 | 24 | 2  | 44    | 182 | 169 | 4°          | lega sciolta                                                                                        |
| Baltimore Clippers (EHL) |          |      |    |    |    |       |     |     |             | |
| 1979-80                  | EHL      | 70   | 41 | 25 | 4  | 86    | 308 | 225 | 2°          | |
| 1980-81                  | EHL      | 72   | 29 | 36 | 7  | 65    | 278 | 286 | 4°          | |

## Record della franchigia

### Singola stagione
Gol: 53  Warren Young (1979-80)
Assist: 68  Gerard Ciarcia (1980-81)
Punti: 106  Warren Young (1979-80)
Minuti di penalità: 327  Brent Gogol (1979-80)

### Carriera
Gol: 176  Bobby Rivard
Assist: 260  Bobby Rivard
Punti: 436  Bobby Rivard
Minuti di penalità: 715  Aldo Guidolin
Partite giocate: 489  Bobby Rivard

## Palmarès

### Premi di squadra
- John D. Chick Trophy: 3

1970-1971, 1971-1972, 1973-1974

### Premi individuali
- Dudley "Red" Garrett Memorial Award: 1

Fred Speck: 1970-1971
- John B. Sollenberger Trophy: 1

Fred Speck: 1970-1971
- Les Cunningham Award: 1

Fred Speck: 1970-1971
- Louis A. R. Pieri Memorial Award: 1

Terry Reardon: 1970-1971